# Idaea occidentaria
Idaea occidentaria là một loài bướm đêm trong họ Geometridae.